# قلعة إيدو

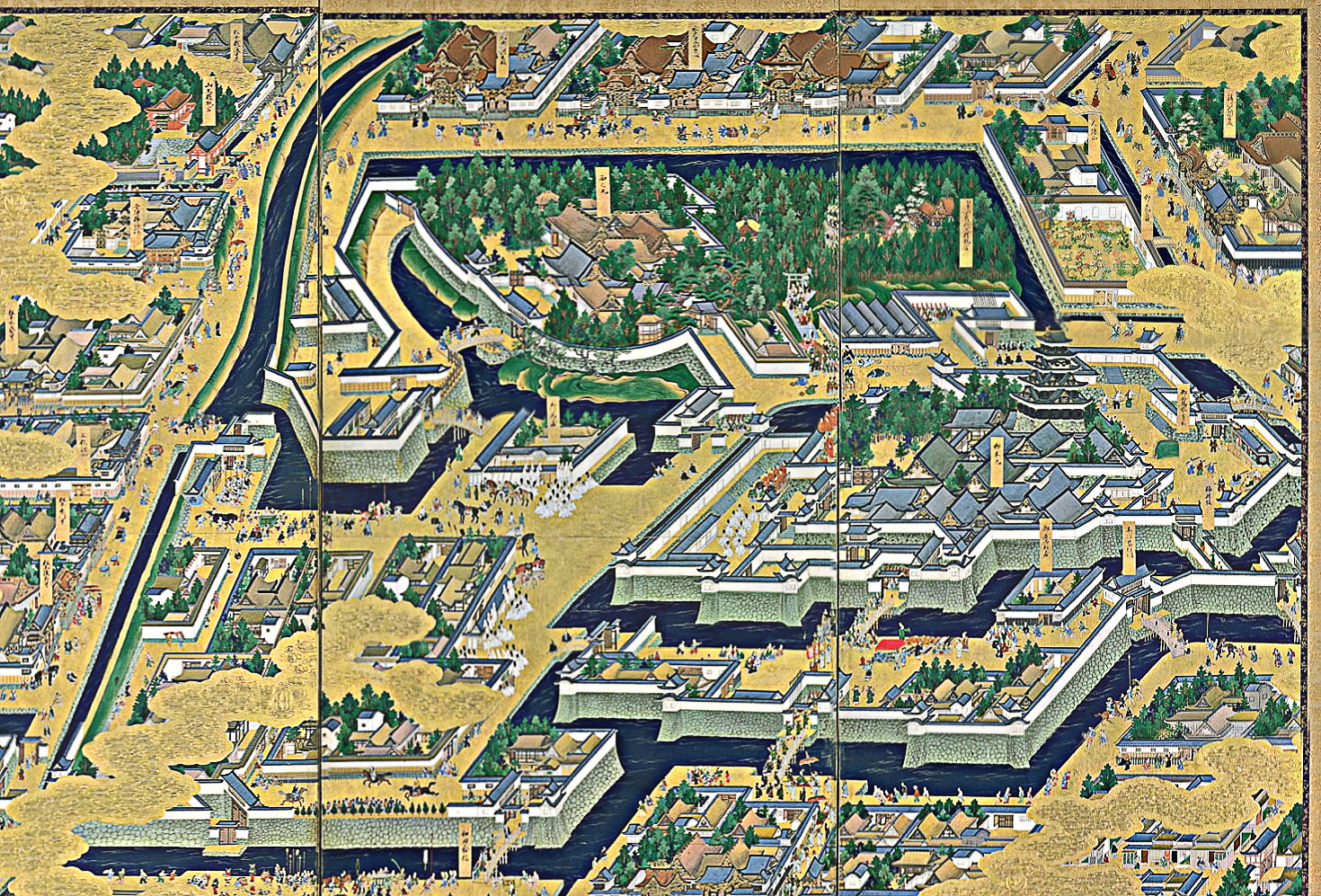
خريطة لقلعة إيدو تظهر السور والخندق من رسومات القرن السابع عشر.

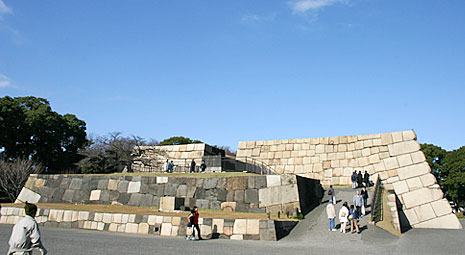
قاعدة البرج الرئيسي في قلعة إيدو ما زال قائماً حتى اليوم

قلعة إيدو (باليابانية: 江戸城 إيدو-جو) وتعرف أيضاً باسم قلعة تشيودا (باليابانية: 千代田城 تشيودا-جو) هي قلعة يابانية على شكل مدينة بنيت عام 1457 من قبل الحاكم الإقطاعي أوتا دوكان. تقع في تشيودا، طوكيو والتي كانت تعرف باسم إيدو، مقاطعة موساشي، وكانت المكان الذي أسس فيه توكوغاوا إيئه-ياسو حكومة توكوغاوا شوغون. كانت مقر إقامة الشوغون ومركز الحكومة ولعبت دور عسكري هام أثناء فترة إيدو. وبعد انتهاء حكم الشوغون في إصلاح ميجي تحولت إلى قصر طوكيو الإمبراطوري. لا زال الخندق وبعض أجزاء السور قائمة حتى اليوم، إلا أنها كانت تشغل مساحة أوسع من الأرض في فترة إيدو انحسرت مع بناء محطة طوكيو، وحي مارونوأوتشي، بالإضافة إلى أنها كانت تضم حديقة كيتانومارو وقاعة نيبون بودوكان ومناطق أخرى محيطة.

## تاريخ
في 21 أبريل 1701 سحب أسانو ناغانوري سيفه القصير محاولا قتل كيرا يوشيناكا بسبب إهانته، هذه أدت إلى أحداث السبعة وأربعون ساموراي فيما بعد.
1. 1 2  قاعدة البيانات اليابانية للممتلكات الثقافية الوطنية الهامة: 401/723.
2. ↑  خريطة لمنطقة بوشو توشيما، إيدو - المكتبة الرقمية العالمية نسخة محفوظة 14 يوليو 2018 على موقع واي باك مشين.